# Казанцевский сельсовет (Романовский район)
Казанцевский сельсовет — муниципальное образование со статусом сельского поселения и административно-территориальное образование в Романовском районе Алтайского края России. Административный центр — село Казанцево.

## Население
| 2001 | 2002 | 2003 | 2004 | 2005 | 2006 |
| ---- | ---- | ---- | ---- | ---- | ---- |
| 468  | ↗471 | ↘466 | ↘430 | ↘423 | ↘415 |
| 2007 | 2008 | 2009 | 2010 | 2011 | 2012 |
| ↘382 | ↘349 | ↘343 | ↘336 | →336 | ↘320 |
| 2013 | 2014 | 2015 | 2016 | 2017 | 2018 |
| ↘297 | ↘294 | ↘287 | ↘283 | ↗293 | ↘278 |
| 2019 | 2020 | 2021 |      |      |      |
| ↘276 | ↘273 | ↘272 |      |      |      |

По результатам Всероссийской переписи населения 2010 года, численность населения муниципального образования составила 336 человек, в том числе 161 мужчина и 175 женщин.

## Состав сельского поселения
В состав сельского поселения входит один населённый пункт — село Казанцево.